# Sensō-ji

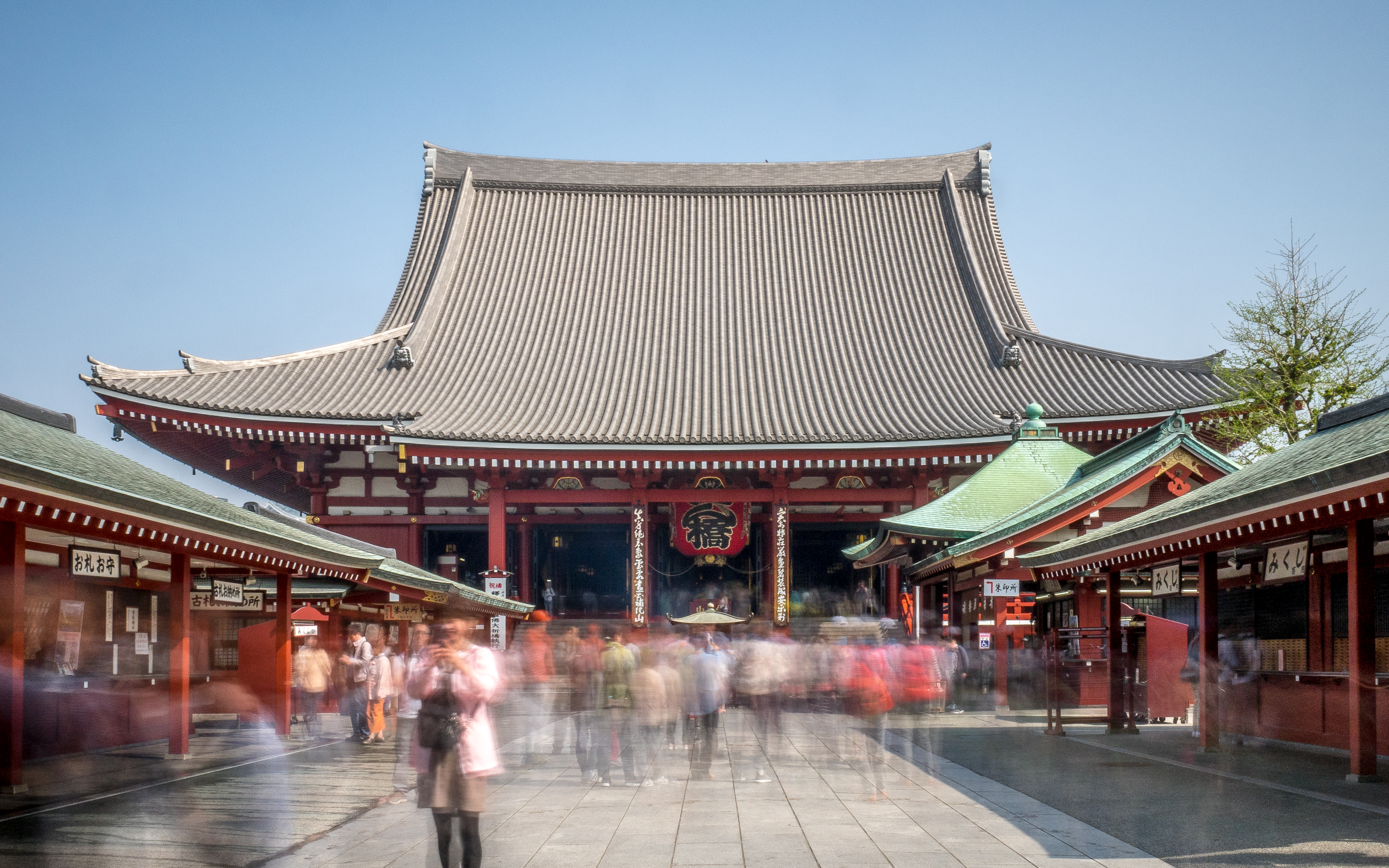
Blick auf die Haupthalle (本堂)

Sensō-ji (japanisch 浅草寺), bei anderer Lesung der Zeichen auch Asakusa-dera, ist ein buddhistischer Tempel in Asakusa, Tokio. Sein formeller Tempelname ist Kinryūzan (jap. 金龍山). Es ist Tokios ältester und bedeutendster Tempel.

## Geschichte
Die Geschichte des Tempels reicht weit zurück. Der Legende nach sollen drei Fischer im Jahre 628 eine 5 cm große goldene Kannon-Statue in ihrem Netz gefunden haben, die dann verehrt wurde. Im Jahre 645 errichtete der Priester Shōkai an der gegenwärtigen Stelle einen Tempel. 942 wurde der Tempel von Taira no Kinmasa, damals Awa-no-kuni no kami, wiedererrichtet.
1180 besuchte Minamoto no Yoritomo auf dem Wege von Shimōsa nach Kamakura den Tempel. Yoritomo holte später Handwerker vom Tempel nach Kamakura, um den Tsurugaoka Hachiman-gū zu errichten. In den Berichten darüber taucht zum ersten Mal der Flurname Asakusa auf. Der Tempel brannte 1642 ab, dann beim Kantō-Erdbeben und im Zweiten Weltkrieg, wurde aber immer wieder aufgebaut, zuletzt 1958 unter Verwendung von Stahlbeton.
Während der Sensō-ji früher zur Sekte Tendai-shū gehörte, dann zum Kan’ei-ji, ist er inzwischen Haupttempel einer eigenen Richtung, Shōkannon-shū. Er ist der 13. der 33 Tempel auf dem der Kannon gewidmeten Pilgerweg Bandō junrei in der Kantō-Gegend. Gleich neben der Haupthalle befindet sich ein Shintō-Schrein, der Asakusa-jinja.

## Der Tempelbezirk
Im Tempelbezirk durchschreitet man das große "Hōzō-mon" („Schatzkammer-Tor“, 宝蔵門) genannte Tor, kann wie üblich seinen Mund mit Wasser ausspülen und sich mit Rauch reinigen, bevor man die Haupthalle des Tempels erreicht, welcher der buddhistischen Gnadengottheit Kannon gewidmet ist. Linkerhand im Hintergrund ragt die fünfstöckige Pagode in die Höhe. Im Nordwesten des Tempelgeländes befindet sich die kleine Sechseck-Halle (rokkakudō, 六角堂). Sie stammt aus der Muromachi-Zeit und ist das älteste erhaltene Gebäude. Auf dem Tempelgelände steht auch eine Steinsäule (maigo shirase sekihyō), wo verirrte Kinder abgegeben und von ihren Eltern gefunden werden können. Auch ein Garten ist zur Kontemplation vorhanden.
Der Sensō-ji wird jedes Jahr von einer großen Zahl von Touristen aus dem In- und Ausland besucht. In der Umgebung befinden sich viele traditionelle Geschäfte und Essstuben, in denen traditionelle Gerichte wie hausgemachte Nudeln, Sushi und Tempura angeboten werden. Der Eingang zur Nakamise-dori (仲見世通り), die zum Tempel führt, wird vom 1960 wiedererrichteten Kaminari-mon („Donnertor“, 雷門) bestimmt. Der Name des Tors geht auf die beiden Schutzgottheiten zurück, deren Figuren links und rechts im Tor stehen. In der Mitte des Tores hängt eine riesige rote Papierlaterne (ca. 3,9 m hoch, 700 kg schwer), die 2020 zum letzten Mal erneuert wurde. Zu beiden Seiten des Nakamise-dori befinden sich kleine Verkaufsstände, die Souvenirs feilbieten wie Fächer, Holzblockdrucke, Kimonos, aber auch Spielzeug, T-Shirts und Mobiltelefontaschen. Diese Geschäfte sind Teil der Tradition des Sensō-ji.
Anmerkung: Das Sanja-Matsuri, eins der drei großen Matsuri Tokios, findet an dem Wochenende Mitte Mai statt. Es ist ein Fest des Asakusa-Schreins, nicht des Tempels.

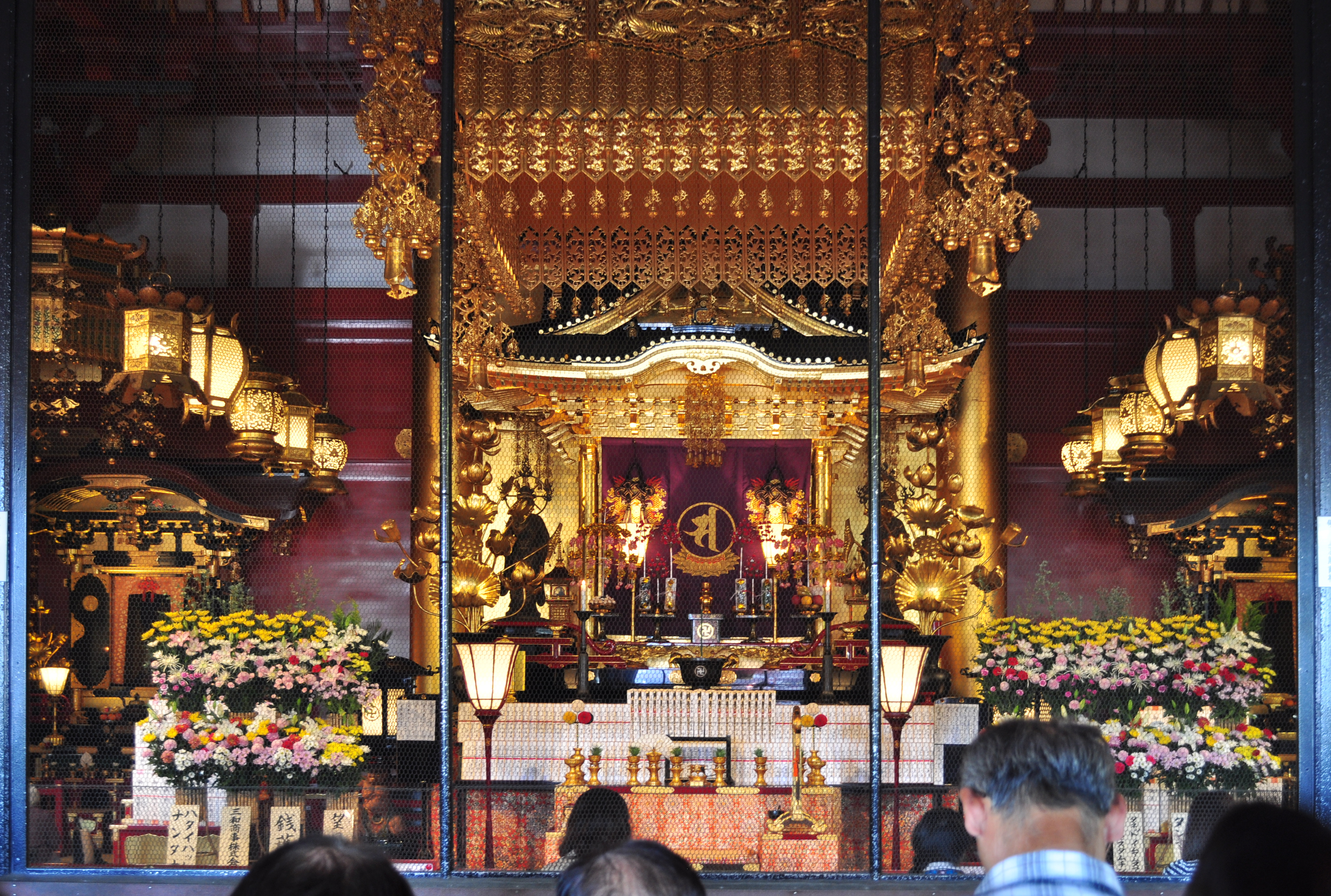
Der geschmückte Innenteil der Haupthalle des Tempels
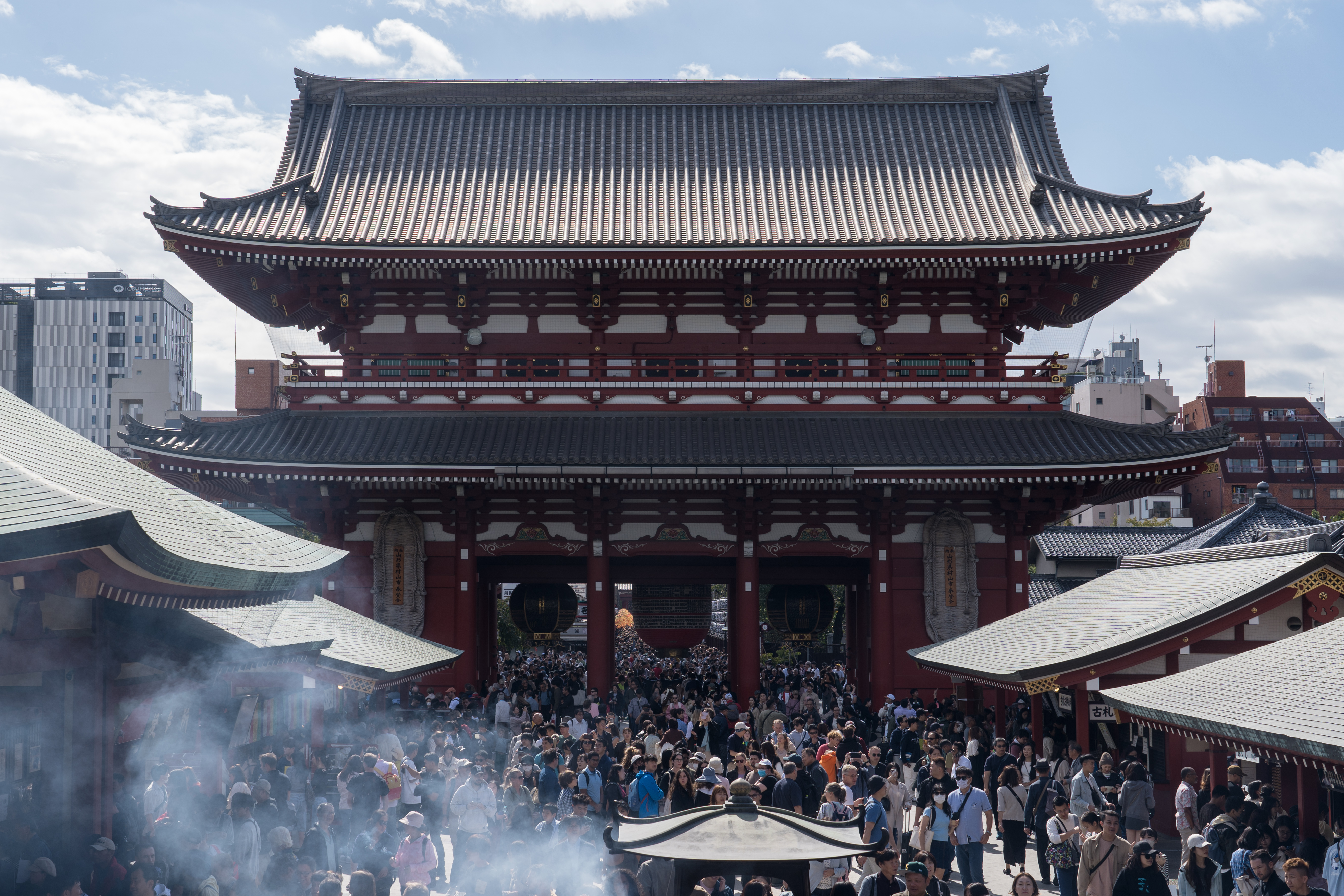
Blick von der Haupthalle auf den Vorplatz und das Hōzōmon-Tor
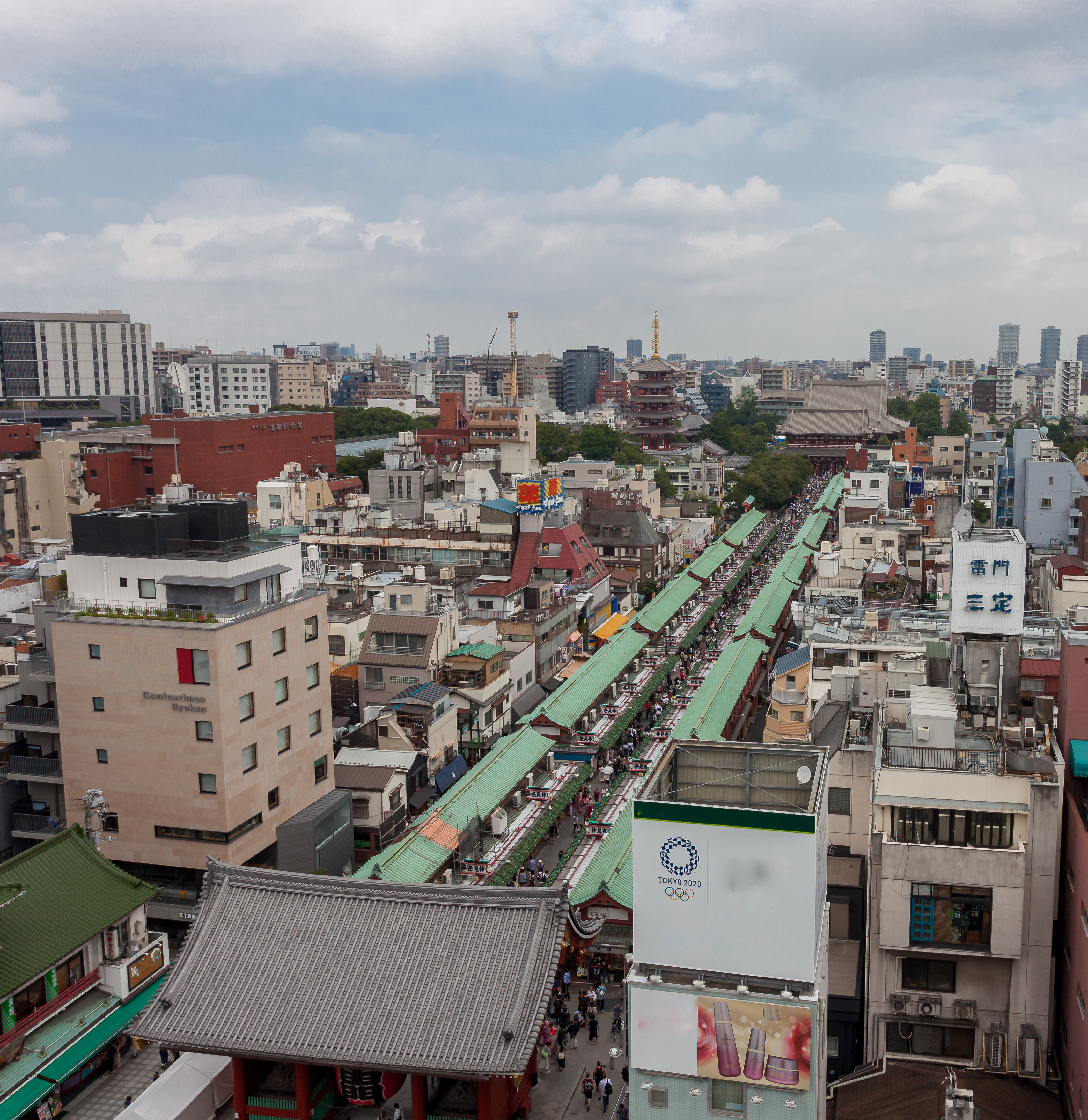
Blick auf den Tempel und Nakamise-dōri
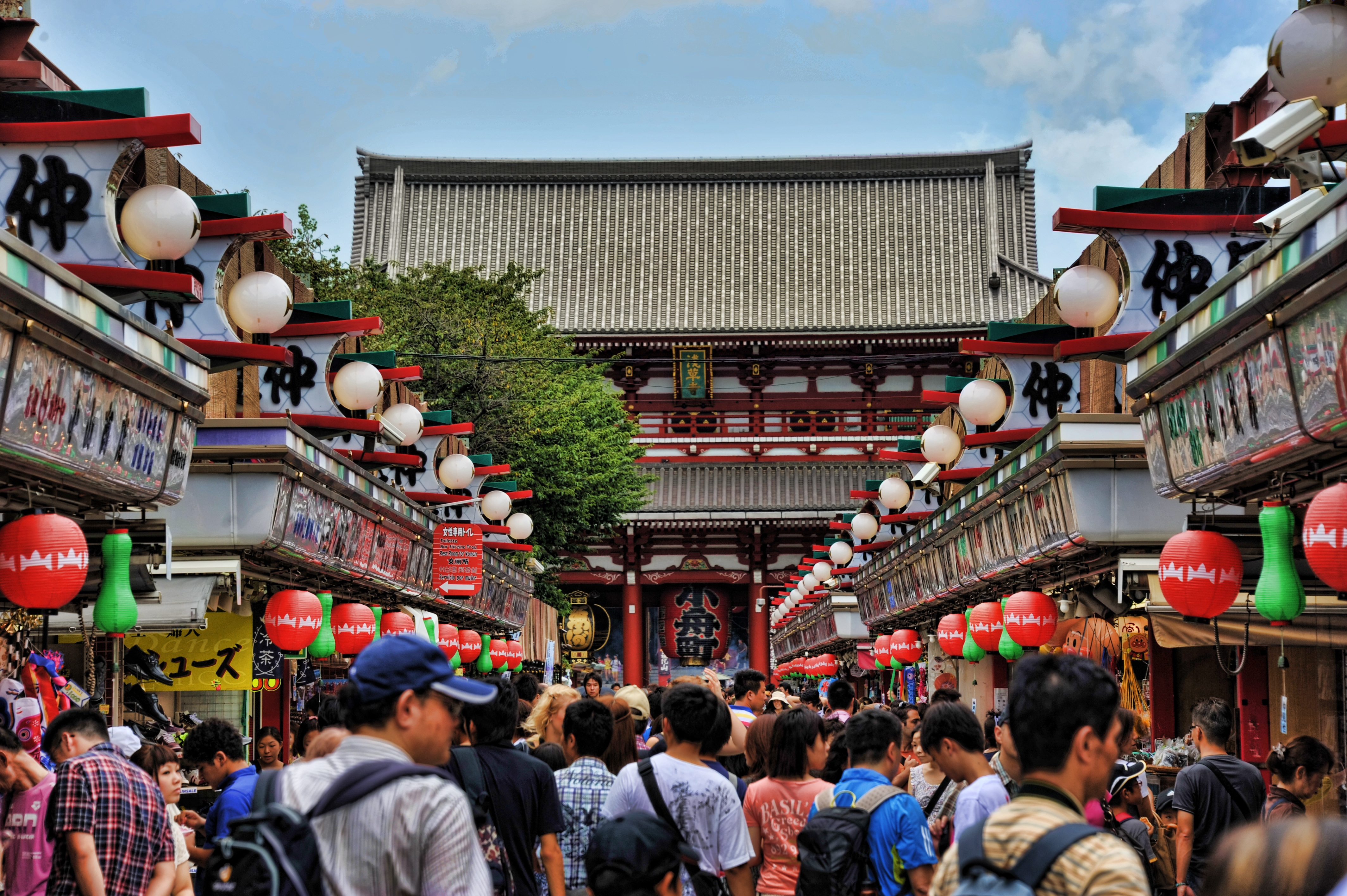
Nakamise-dōri
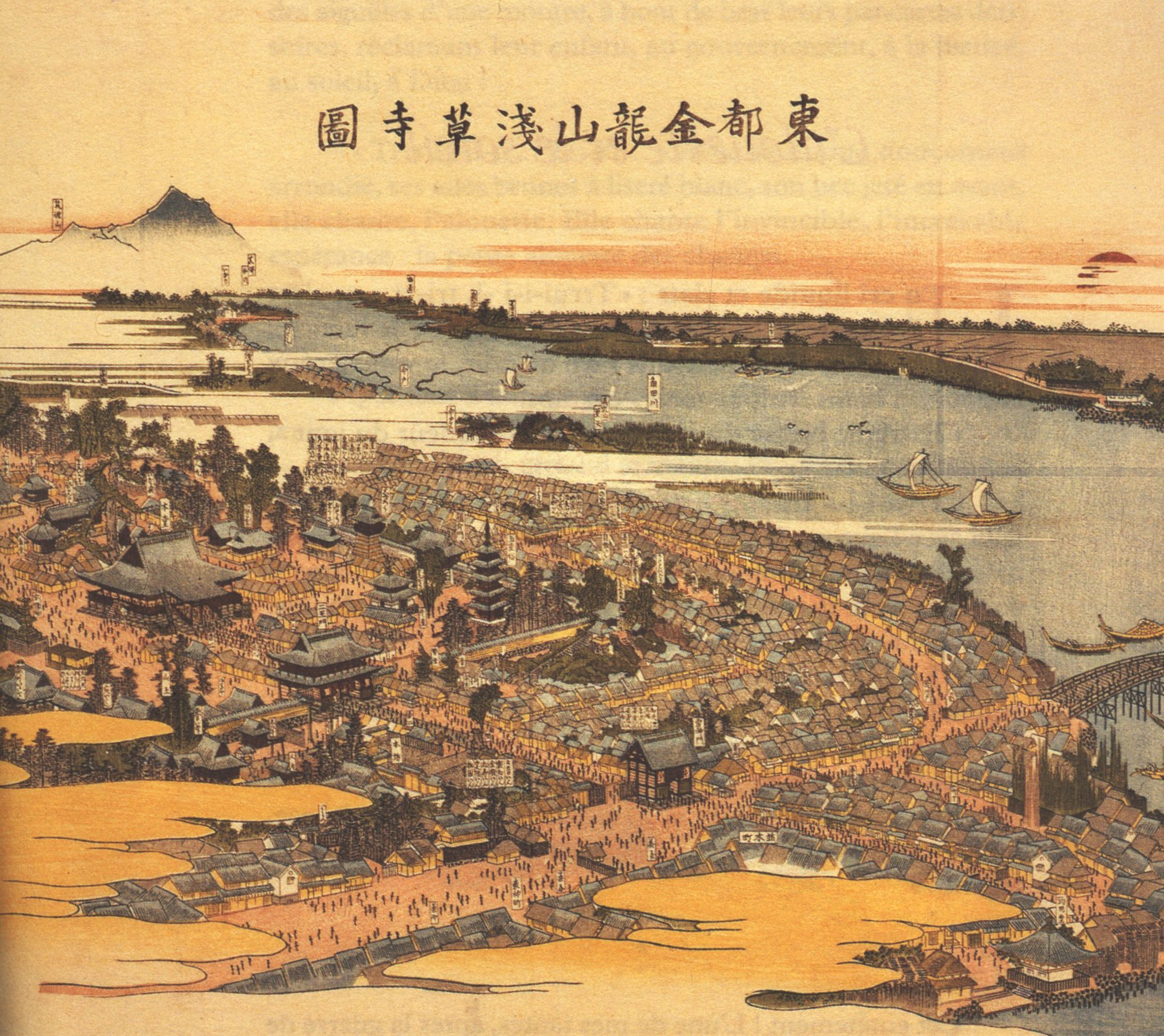
Kartenzeichnung von 1820. Im Hintergrund der Berg Tsukuba
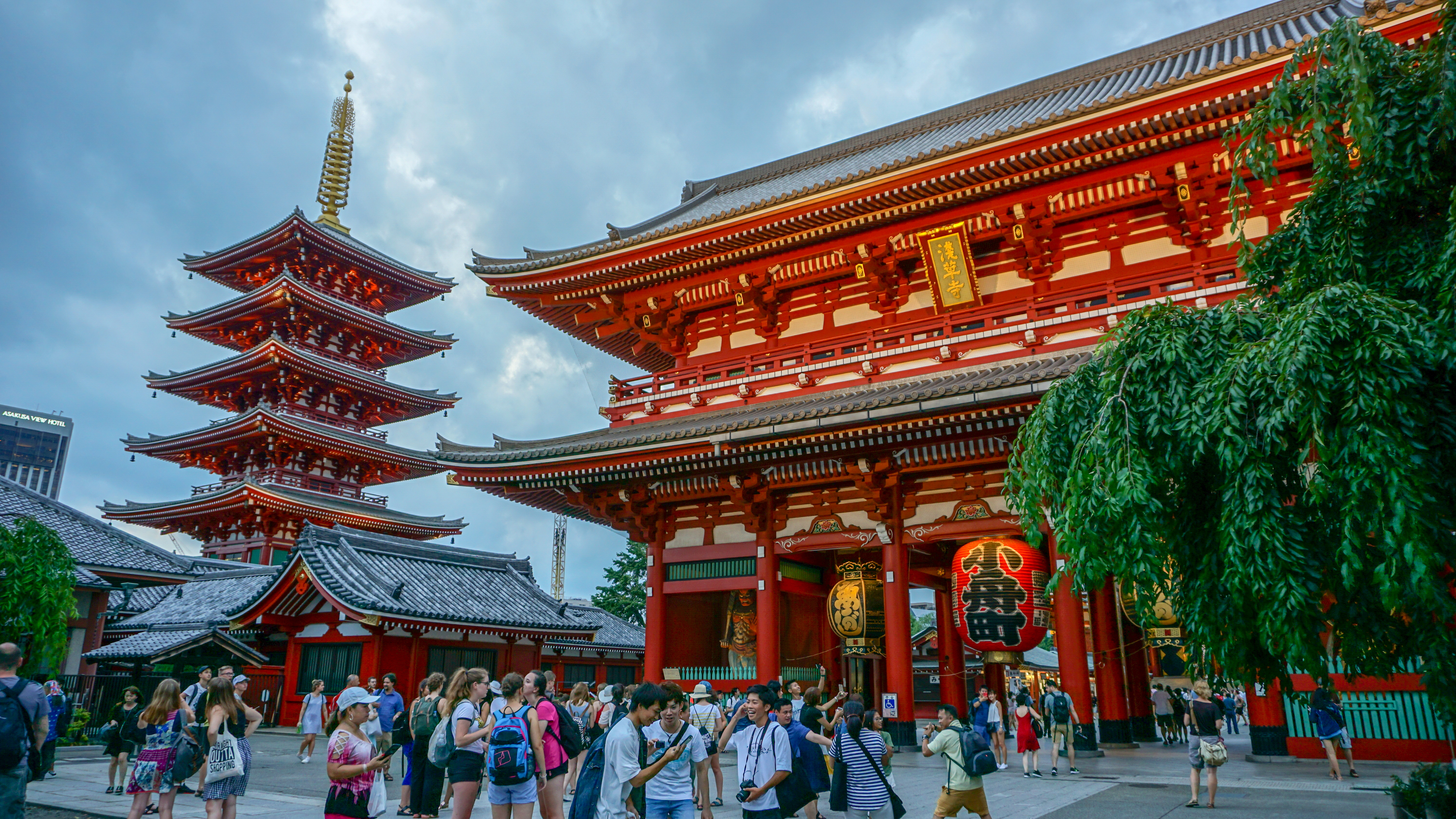
Hōzōmon-Tor und Pagode